# Oolitic
Oolitic – miasto w Stanach Zjednoczonych, w stanie Indiana, w hrabstwie Lawrence.